# Rainer Schanne
Rainer Schanne (* 1942) ist ein deutscher Bildungsreferent, Autor und Politiker (ödp) aus Zweibrücken.

## Leben
Schanne war von 1962 bis 1964 bei der Bundeswehr, anschließend studierte er bis 1970 katholische Theologie mit dem Abschluss Diplom. Von 1971 bis 1975 schloss sich ein Promotionsstudium an, dass er als Dr. theol. beendete. In den Jahren 1975 und 1976 lebte er für eine Dauer von anderthalb Jahren in Bangkok. 1977 und 1978 war er hauptamtlicher pädagogischer Mitarbeiter im Bistum Münster. Seit Mai 1978 arbeitet er als Bildungsreferent im Bistum Speyer. Rainer Schanne ist mit der Sozialanthropologin Gertrud Schanne-Raab verheiratet.

## Politische Karriere
Er trat am 13. März 1988 in die Ökologisch-Demokratische Partei ein. Von 1989 bis 1999 war er für seine Partei Stadtrat in Zweibrücken und Vorsitzender der Fraktion. Seine Frau – seit 1999 ebenfalls ödp-Mitglied – saß ab 2004 im Zweibrücker Stadtrat für die Grüne Liste, die sich aus Mitgliedern der Parteien GRÜNE und ödp rekrutiert. Zurzeit ist Schanne erster Vorsitzender des ödp-Kreisverbandes Südwestpfalz.

## Schriften
- Sündenfall und Erbsünde in der spekulativen Theologie. Lang, Frankfurt am Main 1976, ISBN 3-261-01716-3.
- Der Paradiesesbaum oder: die Macht zu verwandeln. Neue Hoffnung, Ramstein-Miesenbach 1983, ISBN 3-88765-015-8.
- Das fünfzigste Jahr oder: von Unrecht, Gewalt und Krieg und ihrer Überwindung. Neue Hoffnung, Essen 1985, ISBN 3-88765-002-6.
- 20 Jahre ödp – Anfänge, Gegenwart und Perspektiven ökologisch-demokratischer Politik. Hrsg.: Raphael Mankau. dolata verlag, Rimpar 1999, ISBN 3-344-70790-6.